# Hans i Sophie Scholl
Hans i Sophie Scholl, coneguts a Alemanya com els germans Scholl (Geschwister Scholl), eren dos joves resistents no-violents contra la dictadura nazi i les guerres d'Adolf Hitler durant la seva estada a la Universitat de Múnic. El 18 de febrer de 1943 van ser arrestats i executats per guillotina només quatre dies més tard, el 22 de febrer, a l'edat de només 22 i 25 anys, després d'un judici sumari.

## Una vida breu
Van néixer a Forchtenberg (Württemberg), en una família de sis germans, Hans el 1918 i Sophie el 1921. El 1930 la família es va traslladar a Ludwigsburg i el 1932 a Ulm. Durant els estudis a la Universitat de Múnic es van incorporar al grup d'estudiants resistents La Rosa Blanca (Weisse Rose), que preconitzava la resistència no-violenta contra el feixisme i la guerra. El 18 de febrer de 1943 el bidell Jakob Schmid els va sorprendre quan distribuïen pamflets pacifistes i els va denunciar a la Gestapo. Quatre dies més tard, el 22 de febrer, després d'un judici sumari davant un Tribunal Popular (Volksgerichtshof) sota la direcció del nazi Roland Freisler, van ser condemnats a mort per alta traïció i decapitats el mateix vespre a la presó de Stadelheim. Van ser enterrats al Cementiri del Bosc de Perlach.
El delator Schmid, membre de la SA des del 1933 i del Partit Nacional Socialista dels Treballadors Alemanys (NSDAP) des de 1934, tenia una posició força baixa dins de l'estricta jerarquia nazi. Per la denuncia va rebre un agraïment personal del gauleiter Paul Giesler, un premi de 3000 reichsmark i una promoció honorífica com a Truppführer.
Després de la Segona Guerra Mundial, l'exèrcit dels Estats Units d'Amèrica, que ocupava Baviera, va conduir les mesures de desnazificació. El judici de Jakob Schmid va tenir lloc el 15 de juny de 1946, sota la presidència de Karl Mayer i en presència del cap de les forces armades americanes, el coronel Keller. Schmid va ser condemnat a cinc anys de camp de treball.
El gener de 2014, a Múnic, es va descobrir per casualitat al magatzem del Museu Nacional de Baviera la guillotina amb la qual havien estat assassinats 2805 adversaris del règim nazi, inclosos els germans Scholl. Actualment, s'està cercant la manera d'exposar-la tot respectant la dignitat dels morts i que alhora contribueixi a promoure en la gent una actitud civíca que continuï els ideals de justícia de les gairebé tres mil persones que hi van morir.

## Llegat i memòria

### Monuments, carrers i places

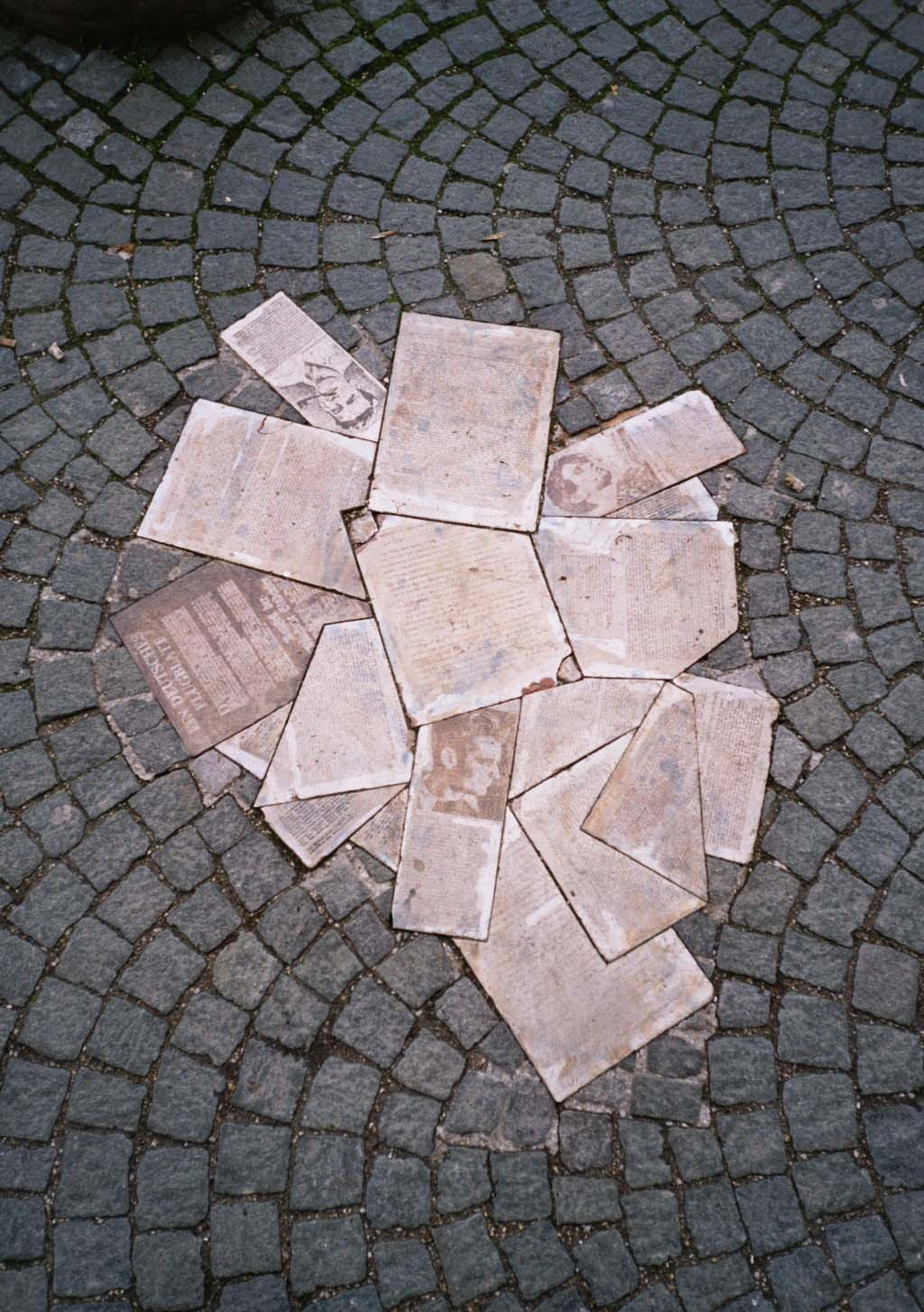
El monument admonitori dedicat al grup de resistència La Rosa Blanca (Weisse Rose), davant l'entrada principal de la Universitat de Múnic, simbolitza els pamflets.

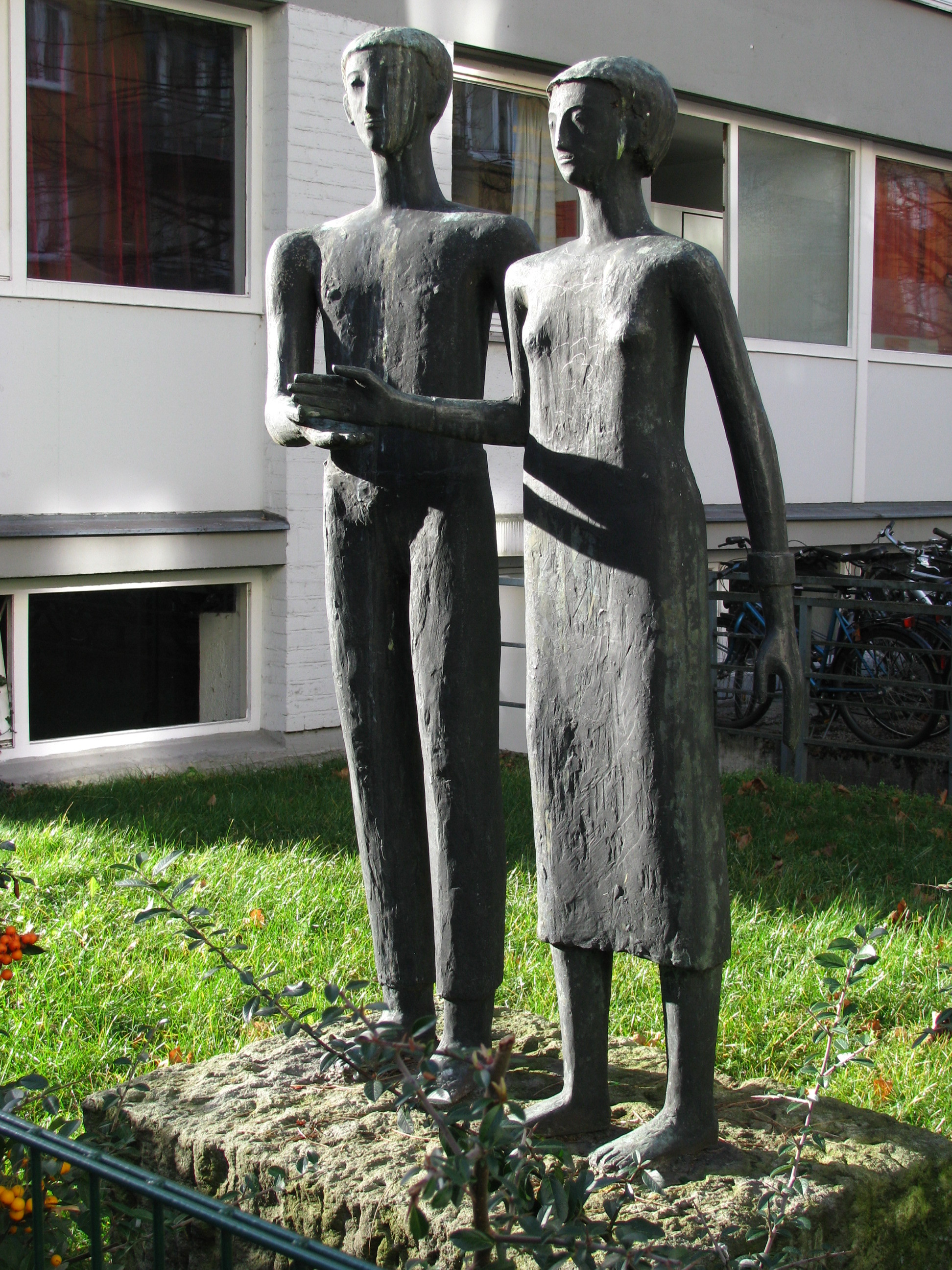
Bronze de Christine Stadler davant la residència d'estudiants que porta el nom dels Geschwister-Scholl.

Des de la postguerra fins avui, Hans i Sophie Scholl són considerats com un dels símbols principals de la resistència humanística contra el totalitarisme nazi. Arreu d'Alemanya, escoles, instituts, carrers... porten el seu nom com a advertiment contra la barbaritat de la dictadura.
- L'Institut Germans Scholl de Ciències Polítiques (Geschwister-Scholl-Institut für politische Wissenschaft), creat a Múnic el 1968.
- L'esplanada davant l'entrada principal de la Universitat de Múnic es diu Geschwister-Scholl-Platz i s'hi va situar el monument als pamflets del grup de la Rosa Blanca.
- S'ha col·locat una placa commemorativa a la darrera casa on van viure els dos germans.[3]
- El maig de 2013 es va inaugurar un monument a l'entrada del Centre Regional de Formació Professional de la ciutat de Kiel (Regionales Berufsbildungszentrum Technik).[4]

### El Premi Germans Scholl
L'associació dels llibreters de Baviera i la ciutat de Múnic atorguen cada any el Premi Germans Scholl, dotat amb 10.000 euros, a un llibre que «doni testimoni d'independència espiritual i que promogui la llibertat civil i la valentia ètica, intel·lectual i estètica».

### Evocacions artístiques
- El telefilm Der Pedell, de 1971, dirigit per Eberhard Itzenplitz, descriu la vida de Jakob Schmid des de la seva denúncia dels germans Scholl fins a la seva condemna, en la postguerra. És considerat com un dels primers films alemanys on es mostra un episodi de la vida d'un home que «només ‘va fer el seu deure’ i que després de la guerra mai no va ser capaç de reconèixer el seu error i penedir-se».[6]
- La pel·lícula Sophie Scholl - Die letzten Tage descriu els darrers dies de la vida de Sophie Scholl. Entre altres premis, va rebre un Os de Plata a la Berlinale de 2005[7] i va ser candidat a un Oscar el 2006.